# Jimmy Case
James Robert ("Jimmy") Case (Liverpool, 18 mei 1954) is een Engels voormalig betaald voetballer die als middenvelder furore maakte bij Liverpool in de jaren 70 en 80. Case won drie maal de Europacup I met Liverpool.

## Biografie
Case was een aanvallende middenvelder met een hard schot. Hij speelde van 1973 tot 1981 acht seizoenen voor Liverpool, waarin hij vier keer Engels landskampioen werd. Hij maakte de gouden jaren onder de legendarische coach Bob Paisley mee in een elftal met spelers als Kevin Keegan, Graeme Souness, Kenny Dalglish, John Toshack en Ian Callaghan. Case werd door winst van vele prijzen een legende op Anfield. "Ik sloeg mijn ploeggenoot Alec Lindsay, die een zware tackle niet schuwde, in het gezicht en mijn carrière was gelanceerd", zei Case over zijn debuut in 1973. Case won de Europacup I onder Paisley in 1977, 1978 (tegen Club Brugge) en 1981. Daarnaast won hij de Europacup III in 1976 (tegen Club Brugge). Case speelde meer dan 200 officiële wedstrijden voor The Reds.
Case verliet Liverpool in 1981 en verhuisde naar Brighton & Hove Albion en kwam vier seizoenen uit voor de club uit de stad, spelend aan de Engelse zuidkust. In 1985 verruilde hij Brighton voor Southampton, waardoor hij in dezelfde regio actief bleef. Bij Southampton vormde hij een middenveld met Barry Horne, Matthew Le Tissier en Glenn Cockerill.
In 1991, na meer dan 200 competitieduels voor Southampton, verkaste hij op 36-jarige leeftijd naar AFC Bournemouth, daardoor nog steeds spelend aan de Engelse zuidkust. In 1992 verliet hij Bournemouth, waarna hij in de lagere reeksen uitkwam voor clubs als Wrexham en Darlington. Case beëindigde zijn loopbaan bij Brighton & Hove Albion, in 1996.

## Erelijst
Liverpool FC
- Football League First Division

1976, 1977, 1979, 1980
- FA Charity Shield

1976, 1977, 1979, 1980
- League Cup

1981
- Europacup I

1977, 1978, 1981
- UEFA Cup

1976
- UEFA Super Cup

1977